# 康達 (愛達荷州)
康達（英語：Conda）是位於美國愛達荷州卡里布縣的一個非建制地區。該地的面積和人口皆未知。

## 地理
康達的座標為42°43′42″N 111°31′57″W / 42.72833°N 111.53250°W，而該地的平均海拔高度為1888米（即6194英尺）。